# ذباب العث المتسق
ذباب العث المتسق (الاسم العلمي: Psychoda uniformata) هو نوع من الحشرات يتبع جنس فراشي المظهر من فصيلة فراشيات المظهر.